# النصب الجنائزي للسير جون هوكوود

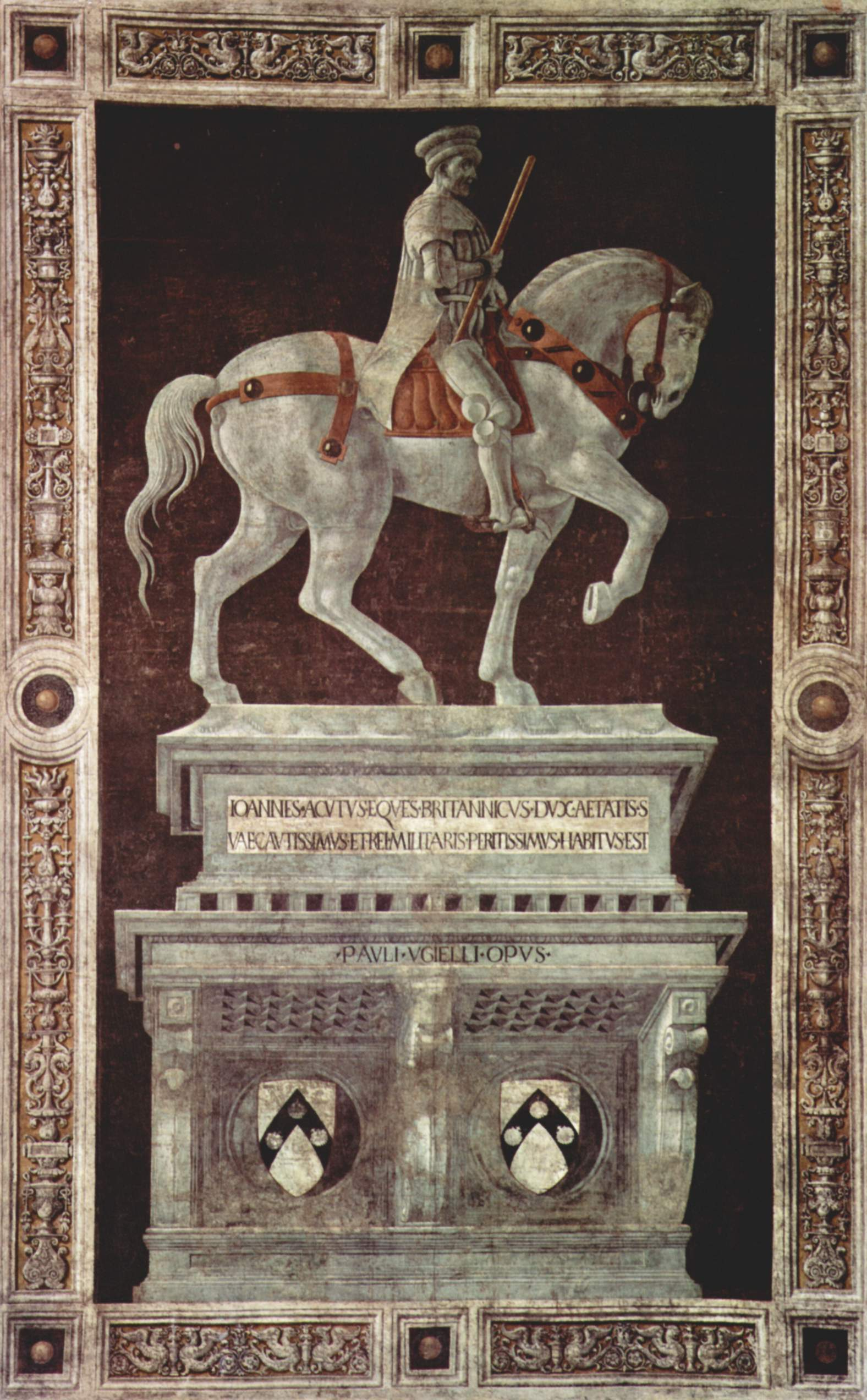
النصب الجنائزي للسير جون هوكوود : الشكل أكبر من حجم اللوحة المركزية (1436) بالحجم 732 × 404 سم (288 × 159 في)؛ مع إطار Trompe-l'œil grotto -esque المضاف في 1524، 820 × 515 سم (323 × 203 في).

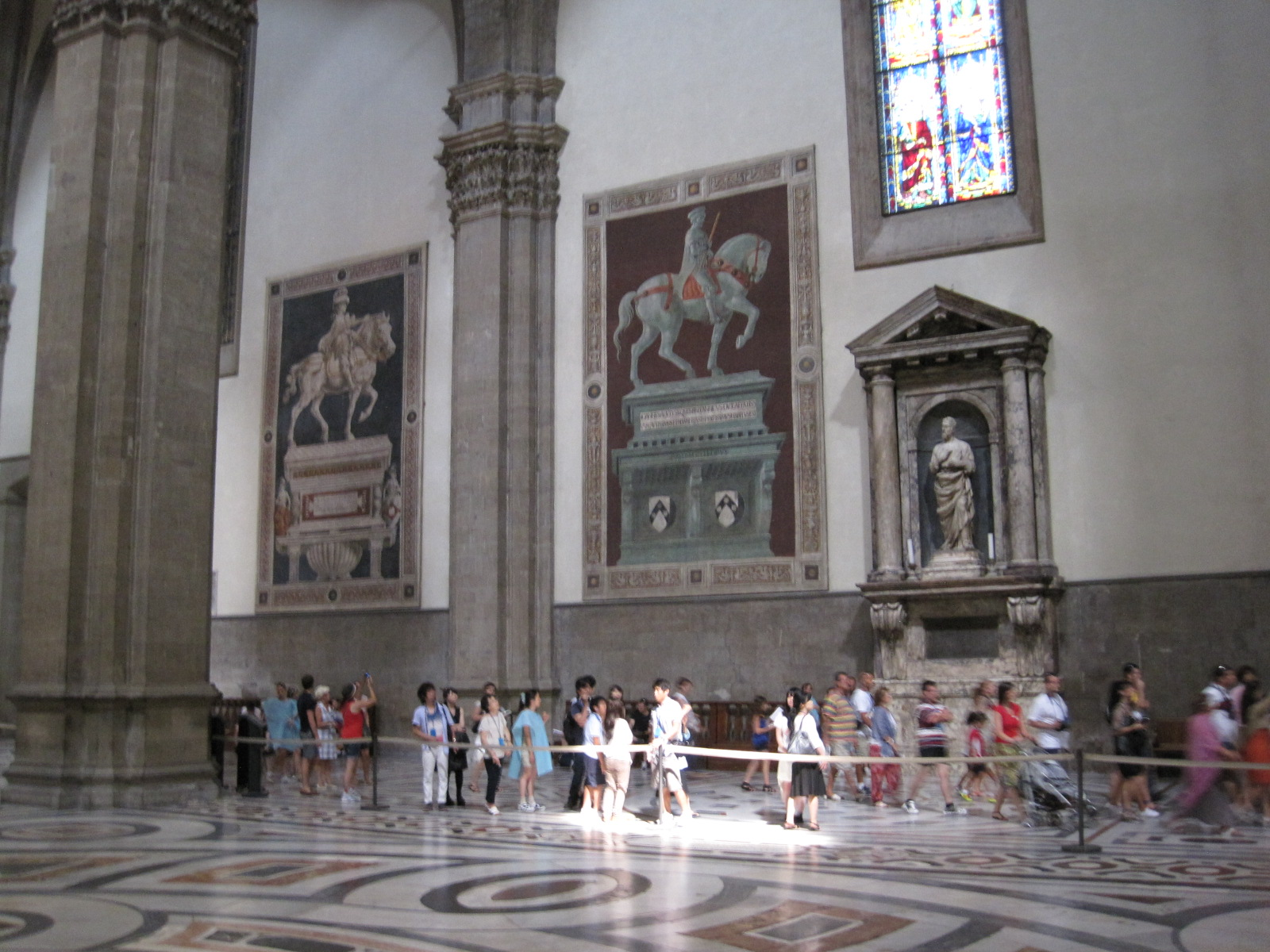
لوحة جدارية من السير جون هوكود (يمين) تظهر في الموقع في دومو ، فلورنسا ، بجانب تصوير مماثل لزميله كوندوتييرو نيكولو دا تولينتينو (ت 1435) بواسطة أندريا ديل كاستانيو

النصب الجنائزي (أو نصب الفروسية) إلى السير جون هوكوود  هو لوحة جدارية من عمل باولو أوشيللو، يحيي فيها ذكرى كوندوتييرو الإنجليزي جون هوكوود، بتكليف عام 1436 لكاتدرائية فلورنسا. تعتبر اللوحة الجدارية مثالًا مهمًا على دور الفن في إحياء ذكرى جندي مقابل أجر قاتل في شبه الجزيرة الإيطالية.
لقد قام المؤرخون بتحليل ومناقشة سياسات التكليف وإعادة تشغيل اللوحات الجدارية. غالبًا ما يتم الاستشهاد باللوحة الجدارية على أنها شكل من أشكال «الدعاية الفلورنسية» لتخصيصها لجندي أجنبي ثروة كبطل فلورنسي ولوعدها الضمني للمتكلفين الآخرين بالمكافآت المحتملة لخدمة فلورنسا.
اللوحة الجدارية هي أقدم عمل موجود وموثق لـ أوشيللو، من جانب معروف نسبيًا من حياته المهنية مقارنة بالفترات قبل إنشائها وبعده. تم استعادة اللوحة الجدارية (مرة واحدة في عام 1524 من قبل لورينزو دي كريدي، الذي أضاف الإطار) وهي الآن منفصلة عن الجدار؛ تم إعادة وضعها مرتين في العصر الحديث. والآن على الجدار الشمالي للصحن، إلى جانب تصوير مماثل لزميله كوندوتييرو نيكولو دا تولنتينو (ت 1435) بواسطة أندريا ديل كاستانيو.

## جون هوكوود

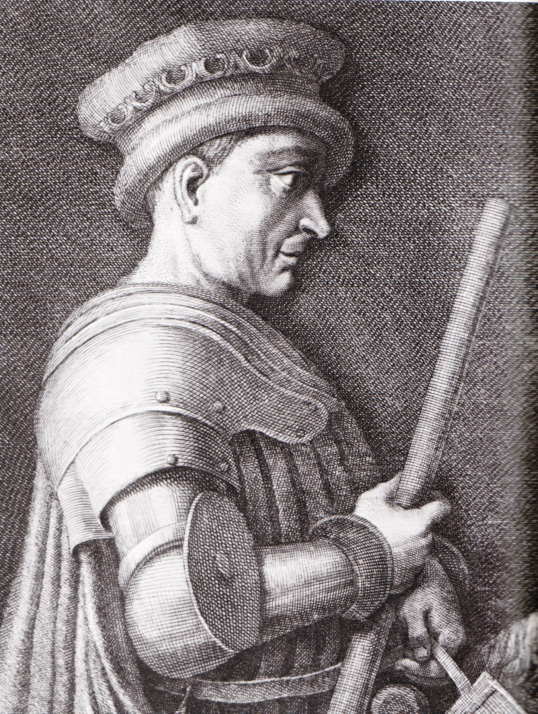
نقش جون هوكوود ، على لوحة جدارية

كان لدى هوكوود مهنة عسكرية طويلة وعلاقة معقدة مع فلورنسا. حارب من أجل إنجلترا خلال حرب المائة عام ثم مع «الشركة الكبرى» التي تعرضت لمضايقة بابينيون. بعد حصوله على قيادة «الشركة البيضاء» من ألبرت ستيرز في ستينيات القرن السادس عشر، قاد هوكوود الشركة عبر جبال الألب عام 1363 في توظيف جون الثاني، مركيز مونتفيرات، للمشاركة في حربه ضد ميلان. بقي هوكوود و «الشركة البيضاء» في إيطاليا، حيث قبلوا أموالًا من العديد من دول المدن، لشن الحرب والامتناع عنها. تطورت سمعة هوكوود كواحدة من أكثر المحاربين قدرة في شبه الجزيرة في العقود التي تلت ذلك، حيث تم توظيفه (من كلا الجانبين) في حرب بيسان - فلورنسا (1363 – 1364)، ولا سيما الفوز في معركة كاسينا (1364) لفلورنسا،  في حروب بيروجيا ضد البابا (1369)، وفي خدمة برنابو فيسكونتي في حربه ضد تحالف ضم بيزا وفلورنسا، وحتى (في عام 1372) ماركيز مونتفيراتو.
ثم انضم لخدمة البابا غريغوري الحادي عشر في حروبه ضد ميلان (1372-1375) وفي حرب القديسين الثمانية (1375-1378)، حيث ساعد هوكوود في إخماد التمردات التي يحرض عليها فلورنسا في الولايات البابوية. وخلال الصراع تم دفع 130.000 فلورين — التي تم استخراجها من رجال الدين المحليين، والأساقفة، والأديرة، والمؤسسات الكنسية — لـ 130.000 فلورين — لحصر أنشطته في قمع التمرد في الولايات البابوية، بدلاً من مهاجمة فلورنسا بشكل مباشر. كما تلقى هوكوود أيضًا راتبًا سنويًا قدره 600 فلورين للسنوات الخمس المقبلة ومعاشًا تقاعديًا سنويًا يبلغ 1200 فلورين.
تزوج هوكود دونينا، ابنة برنابي فيسكونتي غير الشرعية، عام 1377. في نفس العام انشق إلى فلورنسا. مذبحة هوكوود عام 1377 في تشيزينا خلال فترة الشفق التي عاشها في عمله البابوي في حرب القديسين الثمانية استمرت في تشويه إرثه. وهكذا، حتى عام 1377، كان Hawkwood قد خدم بشكل رئيسي Visconti of Milan وحلفائهم في Pisa وLucca وSiena ، عادةً ضد مصالح فلورنسا، مما جعله مرشحًا ساخرًا لنصب تذكاري في Duomo of Florence . بمناقصة بيزا، هاجم Hawkwood فيلا Petraia التابعة لعائلة Brunelleschi في Castello ، وأحرق مناطق تخضع فلورنسا حول Incisa بعد هزيمة Florentine condottiero Ranuccio Farnese il Vecchio ، وحتى سخر فلورنسا من خارج أسوار المدينة.

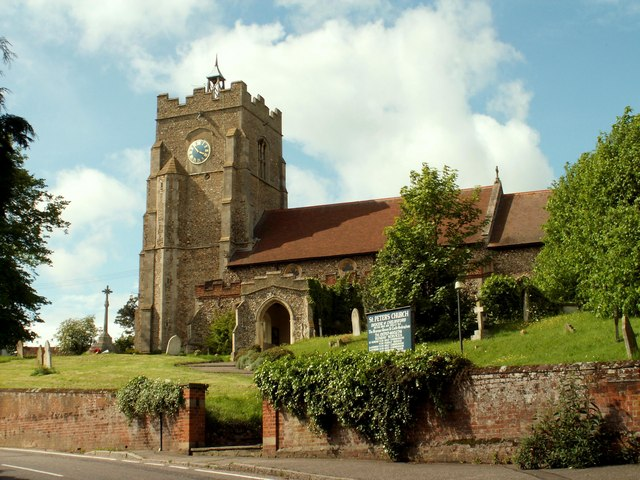
تم إعداد مقبرة لهوكوود في سانت بيتر في سيبل هيدينجهام ، ولكن من غير المعروف ما إذا كان جثمانه قد أعيد.

قام هوكوود، الذي أصبح في السبعينيات من عمره، بالاستعدادات للعودة إلى إنجلترا، حيث كان يرسل الأموال للحصول على الأراضي، وأقام الترانيم. ومثلما كان يقوم بتصفية شؤونه في إيطاليا، توفي في 17 مارس 1394. 

في عام 1395، قدم ريتشارد الثاني ملك إنجلترا التماساً لفلورنسا من أجل إعادة جثة هوكود،  كما فعل لروبرت دي فير، دوق أيرلندا، القطب المحلي لعائلة هوكوود في إنجلترا، الذي بدأ خدمته العسكرية فيه مسار مهني مسار وظيفي. تمتثل فلورنسا لطلب ريتشارد الثاني في رسالة بتاريخ 3 يونيو 1395: 

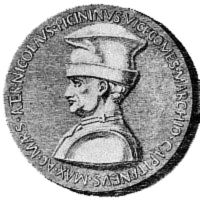
تزامن تشغيل اللوحة الجدارية مع ذلك النصب التذكاري ل Niccolò Piccinino في لوكا، ثم في حرب مع فلورنسا.

## التكليف

### خلفية
في 20 أغسطس 1393 — عندما صوت Signoria ، بناء على اقتراح من Coluccio Salutati ، على إقامة تمثال رخامي من Hawkwood في Duomo ، «قد يعرف الرجال الشجعان أن بلدية فلورنسا تعوض الخدمة الحقيقية» — كان هوكوود يقوم بتصفية توسكانه العقارات والاستعداد للعودة إلى إنجلترا. كان من غير المسبوق أن تصوت Signoria لإقامة نصب تذكاري لشخص حي في الكاتدرائية. ربما كانت الخطط الغامضة لـ Signoria — التي كانت على الأرجح تدرك الوضع الصحي لـ هوكوود — في المقبرة بدلاً من التابوت. توفي هوكوود بعد ذلك بقليل، في 17 مارس 1394. بذلت The Signoria جهودًا كبيرة (دون جدوى) لإقناع Donnina بالبقاء في المدينة - التصويت على تحويل مبالغ مالية مختلفة لها (مقابل حصن Hawkwood's Tuscan)، على الرغم من «القضايا القانونية الشائكة» التي تتطلب أعمالًا متعددة من مجلس المدينة — للإشارة إلى حد ما إلى القيمة السوقية لرأس مال هوكود الرمزي.

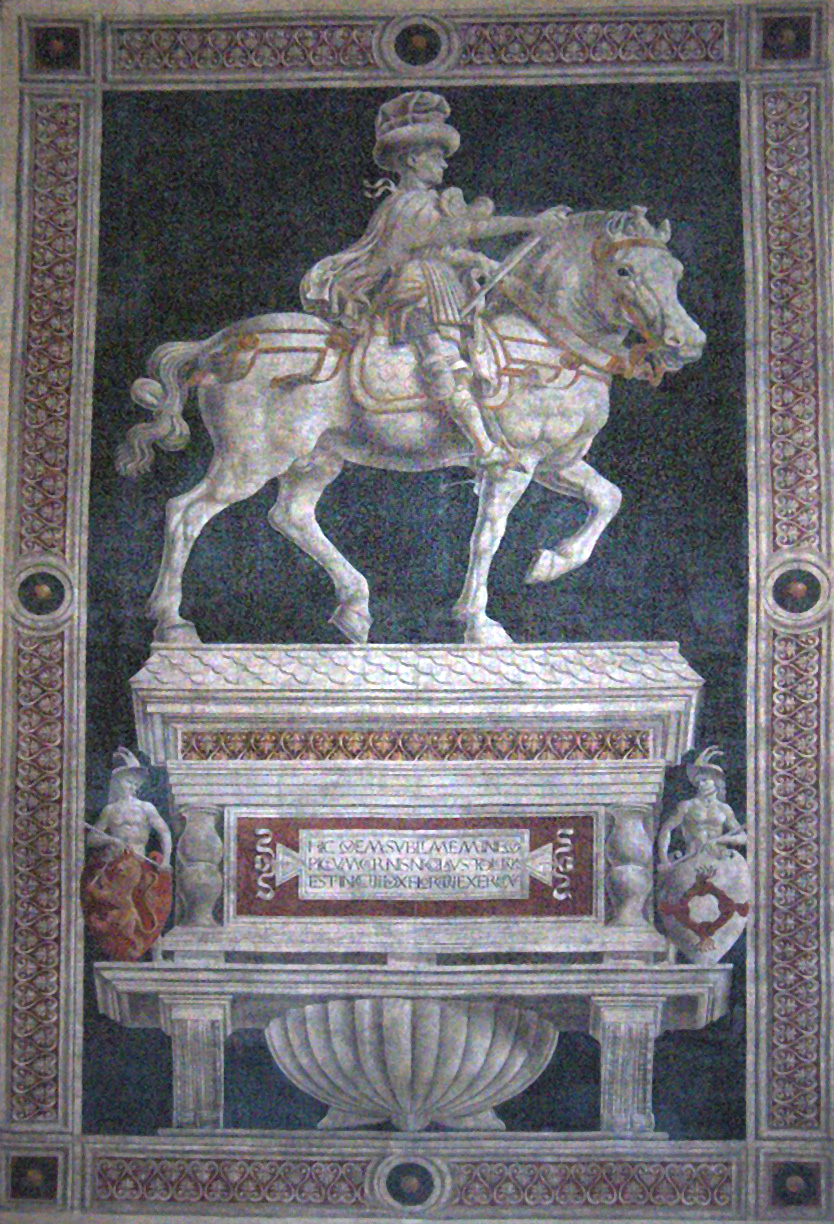
اللوحة الجدارية للزميل نيكولو دا تولينتينو مجاورة لهوكوود في كاتدرائية فلورنسا.

بدأت جنازة هوكوود في 20 مارس في ساحة ديلا سيجنوريا، واستمرت في باتيسترو دي سان جيوفاني، حيث تم وضع جسده على الخط المعمودي للعرض العام، وبلغت ذروته في الكاتدرائية بتكلفة 410   فلورين، دون احتساب النفقات الكبيرة للنقابات.
تم تعديل خطط إحياء ذكرى هوكوود في 2 ديسمبر 1395، عندما تقرر أيضًا إعادة صياغة النصب الخشبي لبيترو فارنيس، بطل حرب بيسان،  ووضع آثار المقابر الرخامية على فارنيز وهوكوود في الشمال الممر الذي يواجه المذبح العالي. تم اختيار الرسامين Agnolo Gaddi و Giuliano Arrighi من قبل لجنة لرسم مباشرة على نماذج جدار Duomo لمقابر هوكوود و Farnese. على الرغم من عدم تحقق أي من القبر، تشير الأدلة الوثائقية إلى أن لوحة من هوكوود — مع شخصية Hawkwood بواسطة Gaddi وتابوت بواسطة Pesello — اكتملت بحلول 16 يونيو 1396. يعتقد المؤرخ فرانسيس ستونور سوندرز أن يوتشيلو ربما يكون قد بنى تمثيله لهوكوود على هذه اللوحة المبكرة وأن اللوحة السابقة ربما تكون قد استندت إلى قناع الموت من هوكوود. يقع فريسكو Hawkwood في الخليج الثالث من الجدار الشمالي، ويحيط به اليوم لوحات دانتي (ج.   1455) ونصب جدارية في الهواء الطلق مماثل لزميل المرتزق نيكولو دا تولينتينو (1456، بواسطة أندريا ديل كاستانيو)؛ مقابر خيالية في اللوحات الجدارية لاثنين من الكنائس الإنسانية — الأسقف كورسيني (ج.   1422، ربما بواسطة جيوفاني دال بونتي) و Fra Luigi de 'Marsigli (c.   1439 من قبل Bicci di Lorenzo)، راهب أوغسطيني أسس أكاديمية أدبية — أصغر بكثير من أولئك الكونيتين.  ربما جاءت اللوحة الجدارية لتحل محل القبر (بدلاً من أن تكون بمثابة علامة مكان له)، ربما لأسباب النفعية والاقتصاد، على الرغم من وجود القليل من الأدلة الوثائقية في هذا الصدد.